# Паллада (фрегат)
О книге И. Гончарова см. Фрегат «Паллада» (книга)
«Паллада» — фрегат российского военного флота, заложенный на Охтенском адмиралтействе в Санкт-Петербурге 2 ноября 1831 года. Спущен на воду 1 сентября 1832 года. Длина фрегата — 52,8 м, ширина — 13,6 м, вооружение — 52 орудия.
В честь исторического фрегата назван построенный в 1989 году учебный фрегат.

## Строительство
Фрегат строился под руководством известного судостроителя XIX века, полковника корпуса корабельных инженеров В. Ф. Стокке. Первым капитаном фрегата стал капитан-лейтенант П. С. Нахимов (с 1831 по 1834).
Фрегат был построен согласно личному указанию императора Николая I, сделанному в сентябре 1831 года полковнику В. Ф. Стокке. В «Императорском повелении» указывалось, что фрегат надлежит строить по Сеппингсовой системе со скреплением корпуса диагональными ридерсами и раскосинами и с применением для скрепления корпуса фрегата железных связей. Особо указывалось строительство фрегата по чертежам английского фрегата «Президент», являвшегося точной копией американского фрегата «Президент», который был взят английским флотом в качестве трофея и который являлся тогда одним из наилучших кораблей для океанского плавания и рейдерства. Чертежи в Англии добыл штабс-капитан Корпуса корабельных инженеров И. А. Амосов, но В. Ф. Стокке решился на перепроектирование фрегата ради применения круглой (более прочной и лёгкой) кормы и тем самым рискнул нарушить императорское указание.
Артиллерийские орудия для фрегата были изготовлены на Александровском пушечном заводе в Петрозаводске.
Фрегат получил много новинок кораблестроения тех лет, вроде применения вместо якорных канатов цепей, установки чугунных якорных клюзов и применения вместо бочек для хранения питьевой воды квадратных в плане цистерн из лужёного металла. Кроме того, как показали исследования документов фондов № 165 и № 421 в РГАВМФ, командование флота рассматривало «Палладу» и как опытную артиллерийскую площадку для разработки оптимального артиллерийского вооружения океанского фрегата. Особенно много в этом направлении сделал командовавший фрегатом с 1847 года великий князь Константин Николаевич.

## Служба
В 1832 году командиром корабля был назначен один из лучших офицеров флота — 30-летний капитан-лейтенант П. С. Нахимов. Фрегат «Паллада» вступил в строй летом 1833 года. Каждый год «Паллада» вступала в кампанию и совершала практические плавания, по большей части в Финском заливе, лишь изредка выходя за его пределы.
В 1834 году П. С. Нахимова перевели на Черноморский флот командиром строящегося линейного корабля «Силистрия». Командиром «Паллады» назначен капитан-лейтенант (будущий вице-адмирал) П. А. фон Моллер. В этом же году во главе отряда судов фрегат сопровождал пароход «Ижора», доставивший принца и принцессу Пруссии из Мемеля в Петергоф, а затем в Свинемюнде, откуда с документами для русского посланника в Дании пошёл в Копенгаген, затем вернулся в Кронштадт. В следующем 1835 г. фрегат ходил в Англию со специальным поручением: доставил из Монетного Двора в Лондон золото в слитках.
В мае—июне 1837 года фрегат доставлял в Англию груз золота с Монетного двора.
В 1846 году «Паллада» была отправлена на капитальный ремонт (тимберовку), во время которого обновили надводную и подводную части корпуса. Также фрегат был перевооружён на новую артиллерию, послужив всему флоту для отработки всефлотского перевооружения.
В 1847 году, в составе эскадры, совершил плавание в Северное море и пролив Ла-Манш с заходом в Портсмут и Копенгаген. В августе 1848 года «Палладу» перевели из 4-го флотского экипажа в Гвардейский флотский экипаж. В кампании 1847 и 1848 годов, во время плаваний, обязанности командира фрегата исполнял ЕИВ великий князь Константин Николаевич, генерал-адмирал и будущий руководитель российского флота.
В 1849—1850 годах «Паллада» совершила дальнее плавание в Атлантический океан и Средиземное море с заходом на остров Мадейра и в Лиссабон (Португалия), пройдя в общей сложности 13 438 миль.
В кампанию 1851 года в составе во главе отряда из восьми судов Балтийского флота под общим командованием и флагом контр-адмирала великого князя Константина Николаевича выходил в плавания по Финскому заливу.

### Переход на Дальний Восток
В конце 1840-х годов в Японию была направлена русская дипломатическая миссия во главе с вице-адмиралом Е. В. Путятиным для заключения «торгового трактата». В качестве судна был выбран фрегат «Паллада» под руководством флигель-адъютанта И. С. Унковского. Фрегат вышел из Кронштадта 7 октября 1852 года, укомплектованный экипажем из 426 матросов и офицеров. Плавание началось неудачно — выйдя из Кронштадта и держа курс на Портсмут, «Паллада» попала в густой туман в проливе Зунд и села на мель возле датских берегов. Потребовался ремонт, который занял больше месяца. В Портсмуте к экспедиции присоединилась парусно-винтовая шхуна «Восток» (бывшая английская торговая шхуна «Fearless»), которую Путятин приобрёл в Бристоле. «Восток» планировалось использовать как посыльное судно и для гидрографической съёмки. Командиром шхуны был назначен капитан-лейтенант В. А. Римский-Корсаков, также на «Восток» перевели 5 офицеров и около 30 низших чинов.
Уже в начале ноября «Паллада» была готова выйти в океан. Но выйти в Атлантику ей удалось лишь спустя 2 месяца — в январе 1853 года. Причиной задержки стали сильные встречные ветры с запада, нередко переходившие в шторм. Время было упущено, и Путятин, опасаясь штормовой погоды и дрейфующих льдов при переходе в Тихий океан через мыс Горн, решил изменить маршрут. Командир «Паллады» И. С. Унковский проложил курс в Японию по новому маршруту, через Индийский океан вокруг мыса Доброй Надежды. Атлантика встретила экспедицию непогодой. На третий день пути поднялась большая волна, и перегруженная «Паллада», переваливаясь с борта на борт, зарывалась в воду по самые коечные сетки. Но уже через сутки погода улучшилась и ровный умеренный ветер сопровождал фрегат до самого мыса Доброй Надежды. За время перехода через Атлантику «Паллада» в среднем проходила по 185 миль в сутки, иногда развивая скорость в 12 узлов. После 78-дневного перехода через Атлантику, 24 марта 1853 года «Паллада» вошла в бухту Саймонстаун у подножия Столовой горы (южная оконечность Африки). Здесь экспедиция провела целый месяц, выполняя работы по подготовке к длительному переходу через Индийский океан. Корпус «Паллады» дал течь, и его пришлось снова конопатить как изнутри, так и снаружи. 12 апреля «Паллада» вышла из бухты. В 120 милях к востоку от мыса Игольного фрегат попал в очередной сильный шторм. От сильной качки и ударов волн несколько бимсов стронулись с мест, а в пазах под русленями открылась течь.
Путятин решил, что необходимо заменить «Палладу», и отправил в Санкт-Петербург депешу с просьбой выслать на смену «Диану» — новый фрегат, спущенный на воду в Архангельске в мае 1852 года. Несмотря на тяжелые штормы, от мыса Доброй Надежды до Зондского пролива «Паллада» прошла за 32 дня 5800 миль. Впоследствии в своём отчёте Путятин писал: «…вполне оправдало заслуженную фрегатом репутацию отличного ходока, ибо, сколько известно, этот переход не совершался быстрее ни одним парусным судном…»
12 июня «Паллада» пришла в Гонконг. Дальнейший курс кораблей лежал в Японию. На пути к островам Бонин, в районе Филиппинской впадины, 9 июля фрегат попал в свирепый тайфун. Размахи качки достигали 45 градусов, один раз корабль так накренился, что нок и грота-рея ушли на мгновение в воду. Более 30 часов продолжалась схватка со стихией. И. А. Гончаров с восхищением писал о поведении команды во время тайфуна — «Какую энергию, сметливость и присутствие духа обнаружили тут многие!».

### На Дальнем Востоке
26 июля «Паллада» вошла в порт Ллойд (Футами) на острове Пиль (Титидзима). Весь переход от Англии до острова Пиль, сквозь штормы и тайфуны, фрегат продемонстрировал исключительные мореходные качества. После исправления повреждений отряд Путятина покинул порт Ллойд 4 августа и через 6 дней бросил якорь в средней гавани Нагасаки. Хотя японские власти приняли русских любезно, в переговорах они придерживались тактики проволочек. Не имея возможности ускорить переговоры, Путятин прервал их и в конце января 1854 года увёл свои корабли в Манилу. Во второй раз Путятин отправился к берегам Японии на борту фрегата «Диана». Миссия Е. В. Путятина будет признана успешной, по возвращении в Петербург Путятин в конце 1855 года получит титул графа.
После кратковременной стоянки «Паллада» направилась для гидрографического описания почти не исследованного восточного берега Кореи. Тогда под руководством К. Н. Посьета русские моряки открыли заливы Посьета и Ольги, бухты Рейд Паллада, Унковского и Лазарева, острова Хализова и Гончарова.

### Крымская война
11 апреля вместо Унковского командиром «Паллады» стал служивший на корабле старшим офицером лейтенант Иван Иванович Бутаков, 16 апреля за отличие он был произведён в капитан-лейтенанты.
Прибыв 17 мая 1854 года в Татарский пролив, «Паллада» встретила там шхуну «Восток», которая доставила весть о вступлении Англии и Франции в Крымскую войну, а также распоряжение генерал-губернатора Сибири Н. Н. Муравьева всем русским судам на Дальнем Востоке собраться в заливе Де-Кастри. Придя 22 мая в Императорскую Гавань (ныне Советская Гавань), «Паллада» застала там транспорт Русско-американской Компании «Князь Меншиков», с которого передали требование морского ведомства об освидетельствовании «Паллады» «на предмет её благонадежности» для обратного плавания в Кронштадт или для использования её в составе Камчатской флотилии.
Освидетельствование фрегата показало, что для несения дальнейшей службы он требует капитального ремонта в доке. Более двух месяцев — с конца июня до начала сентября 1854 года, командир «Паллады» пытался ввести фрегат в Амур, чтобы укрыть его от кораблей английской эскадры адмирала Д. П. Прайса, появившейся в дальневосточных водах. Несмотря на то, что фрегат полностью разгрузили, его осадка осталась значительной и не позволила преодолеть извилистый фарватер Амурского лимана который был усеян бесчисленными подводными камнями и мелями. Не добившись успеха, капитан повернул фрегат обратно в Императорскую Гавань, и поставил его на зимовку в дальнюю бухту — Константиновскую (ныне бухта Постовая) под охраной 14 матросов во главе с подпоручиком Кузнецовым. В инструкции, данной Кузнецову, было предписано «в случае входа неприятеля в гавань сжечь фрегат, а самому стараться достигнуть берегом до заселений на Амуре». По мере сил матросы, откачивая из трюма воду, а зимой обкалывая лёд, старались сохранить корабль, но их сил оказалось недостаточно.

### Затопление
Когда весной 1855 года в гавань пришли фрегат «Аврора» и корвет «Оливуца» под флагом военного губернатора Камчатской области, командира Петропавловского Порта и Начальника морских сил реки Амур генерал-майора флота В. С. Завойко с намерением перевести «Палладу» на буксире в Амурский лиман, она представляла собой жалкое зрелище: корпус скован льдом, ют и бак разрушены, ванты обвисли, вода в трюме достигла батарейной палубы. Попытка отбуксировать «Палладу» в Амур не увенчалась успехом.
В ноябре 1855 года мичман Г. Д. Разградский по личному приказу В. С. Завойко был направлен в Императорскую гавань для затопления фрегата «Паллада». Когда Разградский находился в Мариинском посту, то Г. И. Невельской приостановил исполнение приказа и отослал Разградского обратно с посланием: «В уничтожении фрегата „Паллада“ не предстоит ныне ни малейшей крайности, потому что до вскрытия Императорской гавани, до мая месяца 1856 года, может последовать перемирие и даже мир, а потому нужно только доставить туда просимые Кузнецовым продовольственные запасы, что весьма легко сделать по пути, идущему в Императорскую гавань…». 16 декабря 1855 года, когда Г. Д. Разградский встретился с В. С. Завойко, тот всё же не отменил своего приказа, указав что это не его распоряжение, а приказ свыше. 17 января 1856 года Разградский исполнил данный приказ прорубив днище фрегата, и освободив корпус ото льда на том месте, где судно стояло в бухте Постовая. После этого с начальником охраны фрегата корпуса флотских штурманов подпоручиком Д. С. Кузнецовым и его командой 1 марта 1856 года ушел из гавани и 20 марта возвратился в Николаевск.

## Память
- На берегу бухты Постовой, где затоплен фрегат, в октябре 1963 года был открыт памятник — дань уважения экипажу фрегата «Паллада», по проекту старшины 2 статьи П. В. Иванова. На постаменте установлена цилиндрическая колонна, которую венчает макет парусного корабля, стоящего на земном шаре[7].
- Фрегат «Паллада» — книга очерков Ивана Александровича Гончарова, составленная на основе путевых заметок, написанных во время экспедиции на фрегате в 1852—1855 годах.
- В честь фрегата назван учебный фрегат «Паллада», принадлежащий Дальрыбвтузу.
- В честь фрегата названа бухта Рейд Паллада [Ивонбакчи] (Японское море, полуостров Корея, 40°17′ с.ш., 128°39′ в.д., обследована в 1886 году экипажем клипера «Крейсер», тогда же присвоено название)[8].
- В честь фрегата названа бухта Рейд Паллада (Залив Петра Великого, бухта открыта в 1854 году экипажем фрегата «Паллада» и тогда же названа в честь своего корабля)[8].